# Provincia de Azilal
Azilal es una provincia de Marruecos, que pertenece adminitrativamente a la región de Beni Melal-Jenifra.

## Geografía
- Superficie: 9800 km².
- Población total: 454 914 habitantes (censo de 1994)
- Población urbana: 61 973 habitantes (censo de 1994)
- Población rural: 392 941 habitantes (censo de 1994)
- Densidad: 46 hab/km².

## Ciudades Importantes
- Afourar: 12 407[1] hab. (2006)
- Azilal: 30 023 hab. (2006)
- Aït-Attab: 5708 hab. (2006)
- Bzou: 4291 hab. (2006)
- Demnate: 24 725 hab. (2006)
- Foum Jamaa: 5435 hab. (2006)
- Ouaouizeght: 9213 hab. (2006)

## División administrativa
La provincia de Asilal consta de 2 municipios y 42 comunas:

### Municipios
- Azilal
- Demnate

### Comunas
| - Afourar - Agoudi N'Lkhaïr - Aït Abbas - Aït Blal - Aï Bou Oulli - Aït Majden - Aït Mazigh - Aït M'Hamed - Aït Ouaarda - Aït Oumdis - Aït Ouqabli - Aït Taguella - Aït Tamlil - Anergui | - Anzou - Bin El Ouidane - Bni Ayat - Bni Hassane - Bzou - Foum Jamaa - Imlil - Isseksi - Moulay Aïssa Ben Driss - Ouaouizeght - Ouaoula - Rfala - Sidi Boulkhalf - Sidi Yacoub | - Tabant - Tabaroucht - Tabia - Tagleft - Tamda Noumercid - Tanant - Taounza - Tidili Fetouaka - Tiffert N'Aït Hamza - Tifni - Tilougguite - Timoulilt - Tisqi - Zaouiat Ahansal |